# Elisa Leonida Zamfirescu
Elisa Leonida Zamfirescu, romunska inženirka, * 10. november 1887, Galați, Kraljevina Romunija, † 25. november 1973, Bukarešta, Socialistična republika Romunija.
Elisa Zamfirescu je bila ena prvih žensk z diplomo inženirke. Rojena je bila v romunskem mestu Galați, vendar je diplomirala v Berlinu. Med prvo svetovno vojno je vodila bolnišnico v Romuniji.

## Zgodnje življenje in izobraževanje
Elisa Zamfirescu se je rodila v mestu Galați v Romuniji 10. novembra 1887. Njen oče, Atanase Leonida, je bil vojaški častnik, njena mati Matilda Gill pa je bila hči inženirja francoskega rodu. Bila je ena od 11 otrok; njena brata sta bila Dimitrie Leonida, prav tako inženir, in Gheorghe Leonida, kipar.
Zaradi predsodkov do žensk v znanosti so Zamfirescujevo zavrnili v Šoli za mostove in ceste v Bukarešti. Leta 1909 je bila sprejeta na Kraljevo tehniško akademijo v Charlottenburgu. Leta 1912 je diplomirala iz inženirstva. Trdili so, da je bila Zamfirescujeva prva inženirka na svetu, vendar je tudi angležinja Nina Cameron Graham prav tako leta 1912 diplomirala iz gradbeništva na Univerzi v Liverpoolu, irska inženirka Alice Perry pa je diplomirala šest let pred obema: leta 1906.

## Kariera
Po vrnitvi v Romunijo je Zamfirescujeva delala kot asistentka na Romunskem geološkem inštitutu. Med prvo svetovno vojno se je pridružila Rdečemu križu in vodila bolnišnico v Mărășești v Romuniji. Leta 1917 je njena bolnišnica sprejemala ranjence iz bitke pri Mărășești med nemško in romunsko vojsko. Romunija je v tej bitki dosegla zmago v 28 dneh, med katerimi je bilo ranjenih več kot 12.000 Romunov in več kot 10.000 napadalcev.
Približno v tem času je spoznala kemika Constantina Zamfirescuja, brata politika in pisatelja Duiliua Zamfirescuja, in se poročila z njim.
Po vojni se je Zamfirescujeva vrnila na Geološki inštitut, kjer je vodila več geoloških laboratorijev in sodelovala pri različnih terenskih raziskavah, med katerimi so identificirali nove vire premoga, skrilavca, zemeljskega plina, kroma, boksita in bakra. Zamfirescujeva je poučevala tudi fiziko in kemijo.

## Kasnejše življenje in smrt
Zamfirescujeva se je upokojila leta 1963 v starosti 75 let. V pokoju se je ukvarjala z aktivizmom za razorožitev. Umrla je pri starosti 86 let, 25. novembra 1973.
V njenem imenu je bila ustanovljena nagrada za ženske, ki delajo v znanosti in tehniki, Premiul Elisa Leonida-Zamfirescu.

## Priznanja in nagrade
Zamfirescujeva je bila prva ženska članica AGIR (Splošno združenje romunskih inženirjev). Po njej so poimenovali ulico v Sektorju 1 v Bukarešti. Leta 2018 ji je Google ob obletnici njenega rojstva posvetil svoj logotip.